# Cryptus armator
Cryptus armator är en stekelart som beskrevs av Fabricius 1804. Cryptus armator ingår i släktet Cryptus och familjen brokparasitsteklar. Arten är reproducerande i Sverige. Inga underarter finns listade i Catalogue of Life.